# Cantón Cotacachi
Cantón Cotacachi är en kanton i Ecuador.   Den ligger i provinsen Imbabura, i den centrala delen av landet, 60 km norr om huvudstaden Quito. Antalet invånare är 40 036. Arean är 1 809 kvadratkilometer.
Terrängen i Cantón Cotacachi är mycket bergig.